# Gaël Givet
Gaël Givet-Viaros (* 9. října 1981, Arles, Francie) je francouzský fotbalový obránce a bývalý reprezentant, který hraje ve francouzském mužstvu AC Arles-Avignon.

## Klubová kariéra
Působil v klubech AS Monaco, Olympique de Marseille a Blackburn Rovers.
Na konci srpna 2013 se vrátil z Blackburnu do Francie do klubu AC Arles-Avignon.
V létě 2014 odešel do Evian Thonon Gaillard FC, ale poté se v listopadu 2014 na vlastní žádost dohodl s klubem na rozvázání smlouvy. Odehrál jeden ligový zápas.

## Reprezentační kariéra
Givet působil v mládežnických reprezentačních výběrech Francie.
V A-týmu Francie debutoval 18. srpna 2004 proti reprezentaci Bosny a Hercegoviny (remíza 1:1), kde nastoupil do druhého poločasu.

### Mistrovství světa 2006
Reprezentační trenér Francie Raymond Domenech jej vybral do kádru pro Mistrovství světa 2006 v Německu. Na turnaji francouzský tým dokráčel až do finále 9. července proti Itálii. Tam ale vítězné tažení Les Bleus skončilo, po výsledku 1:1 po prodloužení následoval penaltový rozstřel, který Francie prohrála v poměru 3:5. Givet byl pouze náhradníkem, nenastoupil do žádného zápasu Francie na turnaji.